# Pycnanthus angolensis
Espèce
Classification APG III (2009)
Pycnanthus angolensis est un arbre de taille moyenne à grande, sempervirent, monoïque ou dioïque, de la famille des Myristicaceae, qui a pour noms vernaculaires ilomba, faux muscadier, ou encore arbre à suif, en français. Son aire de répartition s’étend depuis le Sénégal et la Guinée jusqu’en Angola, en passant par la République démocratique du Congo jusqu’en Ouganda, en Tanzanie, et Zambie.

## Description
StatureL’arbre peut atteindre 25 à 40 m de haut, et présente un fût droit à cylindrique, non ramifié sur 15-25 m, atteignant 120-150 cm de diamètre. La cime est petite.
Écorce et boisL’écorce externe est de couleur brun grisâtre. Les ramilles sont minces et tombantes, couvertes de poils roux.
FeuillesLes feuilles sont alternes, simples et distiques.
Fleurs et fruitsLes fleurs sont unisexuées, régulières, avec une taille très petite. Le fruit est une drupe de 3-4,5 cm sur 2-4 cm, de couleur orange jaunâtre quand il est mûr. La graine qu’il contient est ellipsoïde et de couleur brun foncé.

## Utilisation
Usages médicinauxL’écorce est utilisée pour traiter les infections dermatologiques, la toux, et les douleurs de poitrine, l’anémie, le paludisme notamment.
Usages domestiques, artisanaux et industrielsLe corps gras de couleur jaune à brun rougeâtre appelé beurre de kombo ou suif d’Angola est extrait de la graine, et utilisé pour la fabrication de savon et de chandelles pour l’éclairage. Le bois est utilisé pour la fabrication de planches fendues et de bardeaux pour les toits et murs des maisons.